# Пуебла-де-Альбортон
Пуебла-де-Альбортон (ісп. Puebla de Albortón) — муніципалітет в Іспанії, у складі автономної спільноти Арагон, у провінції Сарагоса. Населення — 125 осіб (2010).
Муніципалітет розташований на відстані близько 260 км на північний схід від Мадрида, 29 км на південь від Сарагоси.

## Демографія
Динаміка населення (INE ):